# Educazione interculturale
Per educazione interculturale si intende l'individuazione, all'interno di un progetto educativo, di uno specifico percorso di interazioni fra soggetti appartenenti a diverse culture e mirante a favorire il superamento del monoculturalismo. Ciò verrà sviluppato attraverso l'acquisizione di strumenti che portino al riconoscimento dei valori appartenenti alle diverse culture, a un confronto finalizzato alla comprensione delle differenze favorendo la verbalizzazione e l'empatia.

## Definizione
L'educazione interculturale si configura come un insieme di azioni educative finalizzate a favorire l'integrazione fra le culture valorizzando il métissage visto come “un'occasione” e “una risorsa”. È in primis un progetto intenzionalmente formativo che si basa sull'incontro e sulla reciproca contaminazione volto a favorire il dialogo tra le culture.
La pedagogia interculturale nel proprio modello educativo si pone in stretta collaborazione con le scienze sociali, in particolare con l'antropologia e la sociologia, ma anche con altri settori come quello economico o del diritto internazionale, che offrono contributi puntuali per fare chiarezza sugli aspetti cruciali della questione dei rapporti tra i popoli e le culture. Lo scopo dell'educazione interculturale è dato dai processi di apprendimento che portano l'individuo ad avvicinarsi ad altre culture e ad instaurare con esse rapporti di disponibilità, di apertura, di dialogo. 
L'educazione interculturale costituisce, in qualche modo, la risposta educativa alle esigenze delle società multiculturali odierne; queste società sono caratterizzate dalla presenza, in un determinato contesto, di più culture. In questi contesti i soggetti e i gruppi sono elementi di una realtà complessa, e interagiscono tra loro secondo dinamiche diverse, in funzione di condizioni di incontro.
L'educazione interculturale può dunque essere definita come il progetto pedagogico sulla realtà multiculturale, la cui finalità è la promozione di una tutela e di un arricchimento reciproco a partire dallo scoprimento delle potenzialità dialogiche e di incontro con l'alterità [Portera 2006; Milan 2007].
L'educazione interculturale nasce appunto come risposta più sostenibile alle problematiche multiculturali e all'esigenza dell'incontro con l'altro. Deve essere la base per un vivere insieme felice; intercultura come la capacità di tutti gli uomini di muoversi attivamente e pacificamente con e in diversi contesti culturali, ampliando e ridefinendo così i propri confini e i propri destinatari.

## Storia
Guardando all’evoluzione storica del fenomeno dell’integrazione da un punto di vista sociologico, si può evidenziare che agli inizi del Novecento nel contesto statunitense il paradigma usato per analizzare e spiegare come gli stranieri si integrassero nella società era il paradigma assimilazionista [Robert E. Park e Ernest W. Burgess], secondo cui lo straniero si immette nella società in maniera lineare, attraverso una mobilità ascendente, rinunciando ai suoi valori e assorbendo quelli della società ricevente.
Questo modello, tuttavia, non riusciva a descrivere le modalità con cui avveniva l’integrazione degli stranieri nel contesto europeo; così, alla luce di questo e dei mutamenti socioeconomici verificatisi all’interno della società statunitense, la teorica classica venne riformulata e si elaborò il paradigma dell’assimilazione segmentata [Alejandro Portes], secondo cui l’integrazione degli stranieri dipendeva dal segmento della popolazione cui essi aspiravano. Questo modello evidenzia che, per integrarsi nella società ricevente, gli stranieri possono riferirsi ad un particolare segmento della società ed aspirare così ad un diverso tipo di integrazione. L’immigrato ha davanti a sé tre possibilità: può riferirsi alla classe media ed aspirare così ad una assimilazione ascendente (verso l’alto) che lo porta ad immettersi nel mainstream della società; oppure può riferirsi alla underclass ed invischiarsi nel meccanismo opposto al precedente, ovvero assimilazione discendente (verso il basso), ed integrarsi ai gruppi marginali della società; ancora, può riferirsi alla società di appartenenza ed aspirare ad una assimilazione verso l’alto senza però rinunciare alla sua cultura d’origine.
Sebbene queste teorie diano una lettura chiara del complesso fenomeno multidimensionale dell’integrazione e abbiano grande seguito, esistono modalità alternative per “fare integrazione”, modalità che riconoscono il valore delle differenze e non si limitano a dire che “lo straniero deve assumere i costumi della società ricevente per essere parte della società”. Ecco dunque l’emergere di una prospettiva che tiene conto della condizione multietnica e multiculturale della nostra società.
La riflessione sulla società multiculturale è stata sollecitata dall'emergere del fenomeno migratorio e dall'incremento della presenza straniera nelle scuole.
Da alcuni anni l'idea di educazione interculturale si è fatta strada in primo luogo tra coloro che si occupavano di difficoltà scolastiche riconducibili agli svantaggi socioculturali al fine di rendere meno traumatico l'impatto con le nuove realtà culturali, linguistiche e sociali che vivono i soggetti che lasciano il proprio paese d'origine e per permettere alla scuola di trovare delle risposte all'inadeguatezza dei sistemi di fronte alla pluralità. Successivamente il concetto di educazione interculturale si è presentato in formulazioni più articolate, riferite a contesti e Paesi diversi dove la presenza di culture diverse avviene sia nell'infanzia che in età adulta e non è delimitata solo al contesto scolastico e ciò va sostenuto da scelte e strategie di azione che sono alla base di politiche sociali ed educative volte al riconoscimento dell'alterità.

## Educazione multiculturale e interculturale a confronto
Il documento UNESCO 2006 Guidelines on Intercultural Education riporta che:
«Tradizionalmente vi sono due approcci: educazione multiculturale ed educazione interculturale. L’educazione multiculturale usa apprendimenti delle altre culture per produrre accettazione, o almeno tolleranza, di quelle culture. L’educazione interculturale si propone di andare oltre la passiva coesistenza, per raggiungere un modo di vivere insieme in evoluzione e sostenibile attraverso la creazione di comprensione di, rispetto per, e dialogo tra gruppi culturali differenti».
L’espressione “educazione multiculturale” di stampo statunitense viene utilizzata soprattutto in contesti anglofoni mentre in altri paesi – tra cui l’Italia – si predilige il termine “educazione interculturale”. L’educazione multiculturale afferisce ai concetti di pluricultura e relativismo culturale. Prendendo come base di partenza la co-presenza di culture diverse e il fatto che queste culture siano irriducibilmente diverse tra loro, essa mira a creare una convivenza pacifica data dalla conoscenza e dal rispetto dell’alterità. Nel contesto americano, si trovano diverse categorizzazioni degli approcci multiculturali.
James Albert Banks, osservando la realtà scolastica statunitense, riporta che non tutte le pratiche educative rispecchiano i principi dell’educazione multiculturale; tuttavia, inserisce nella sua analisi anche pratiche che rispecchiano i valori della multiculturalità. Gli approcci da lui individuati sono:
- il Contributions Approach che si limita ad aggiungere al curriculum scolastico di base nozioni su festività, eroi ed eroine della cultura straniera per “arricchirlo”;

- l'Additive Approach che aggiunge al curriculum libri, unità o contenuti sulla cultura etnica;
- il Transformative Approach in cui i contenuti curricolari vengono visti da una prospettiva multietnica e multiculturale;
- il Social Action Approach, il quale si propone di far acquisire agli studenti tutti quei requisiti (conoscenza, valori e abilità) che gli permettano di partecipare attivamente alla vita della società.

Christine E. Sleeter e Carl Grant individuano cinque tipologie di approcci multiculturali che sono:
- il Teaching the Exceptional and Culturally Different che si propone come approccio compensatorio per fornire agli studenti quella conoscenza scolastica tradizionale che gli permetta di inserirsi nel mainstream e trovare il proprio posto nel sistema scolastico vigente;
- lo Human Relations si propone di fare interagire positivamente gruppi di persone con background differenti per creare tolleranza e unità ed eliminare pregiudizi e stereotipi. Questo tipo di educazione si rivolge a tutti e si serve di tecniche che favoriscono lo scambio reciproco, ad esempio il cooperative learning;
- il Single- Group Studies che mette in discussione la struttura sociale preesistente e, attraverso l’informazione circa la condizione di oppressione di un particolare gruppo, si propone di creare nuove attitudini e fornire una base per l’azione sociale. È un approccio che mira a valorizzare il singolo membro del gruppo e coinvolge tutti, non si riferisce solo agli studenti marginalizzati;
- il Multicultural Education che si rivolge a tutti gli studenti e mira a coinvolgere anche la comunità allargata nel processo educativo. Questo approccio sottolinea l’importanza del pluralismo culturale e si lega ad importanti questioni - quali giustizia sociale, equa distribuzione del potere tra i gruppi e pari opportunità per tutti - infatti non si occupa soltanto di differenze etniche, ma include anche questioni di genere, disabilità e classe sociale.
- l'Education that is Multicultural and Social Recontructionist, chiamato anche Critical Multicultural Education, sostiene che gli studenti costruiscano abilità sociali lavorando attivamente per il cambiamento sociale, pertanto si riferisce trasversalmente al tema della giustizia sociale, nella scuola e nella società in generale.

In Europa diverse Istituzioni, in particolare il Consiglio d’Europa, hanno indirizzato l’attenzione sull’educazione interculturale. Ciò è avvenuto gradualmente: in un primo momento è stato utilizzato il paradigma dell’educazione multiculturale che, sviluppando progetti a “doppio binario” che si occupavano prettamente degli aspetti linguistici, aveva come scopo la conoscenza delle diversità; solo negli anni ’80 si afferma il paradigma dell’intercultura che mette in evidenza i rischi dell’approccio educativo multiculturale, in particolare quello di riproporre schemi di assimilazione alla cultura dominante. Infatti, sebbene gli approcci multiculturali proposti includano prospettive e prassi molto diverse tra loro, la principale critica che viene mossa all’educazione multiculturale è di concettualizzare la cultura come entità data, immodificabile, statica, determinata dall’appartenenza etnica e associata alla nazione di appartenenza.
L’educazione interculturale invece si basa su tre principi, che sono:
- Principio I. L'educazione interculturale rispetta l'identità culturale dello studente attraverso l'offerta di un'istruzione di qualità culturalmente appropriata e reattiva per tutti.
- Principio II. L'educazione interculturale fornisce a ogni discente le conoscenze, gli atteggiamenti e le capacità culturali necessari per raggiungere una partecipazione attiva e piena alla società.
- Principio III. L'educazione interculturale fornisce a tutti gli studenti conoscenze, attitudini e abilità culturali che consentano loro di contribuire al rispetto, alla comprensione e alla solidarietà tra individui, gruppi etnici, sociali, culturali e religiosi, e nazioni.

Secondo il documento UNESCO, l’educazione interculturale non può che essere vista come intenzionalità pedagogica che si pone in continuità con l’educazione multiculturale e non in contrasto. Laddove il termine multiculturale si presta bene per descrivere una realtà fisica della società, l’educazione interculturale entra in gioco – prendendo la diversità come paradigma – per costruire ponti e favorire l’interazione con altre realtà culturali attraverso lo strumento principe del dialogo.
“Educazione multiculturale” e “educazione interculturale” non sono sovrapponibili e rimandano a principi e idee di base diverse; tuttavia, considerarle come pratiche opposte o svincolate l’una dall’altra sarebbe un errore di giudizio. È proprio la condizione multiculturale della società (il riconoscimento delle differenze) che sottolinea l’esigenza di un’educazione interculturale (concentrata sullo scambio reciproco e il dialogo tra culture).

## Il processo nel sistema scolastico
Dati ISTAT sulla scuola riportano che “da un'indagine del 2001 del Ministero per l'Istruzione, l'università e la ricerca scientifica, risulta che le più alte incidenze di alunni immigrati spettano alle scuole del Centro-nord (dove 6 istituti su 10 dichiarano un tasso di iscritti non italiani che oscilla tra il 10% e il 50%, a fronte di 8 istituti su 10 del Meridione in cui questo tasso tocca al massimo l'1%). Nel 7% delle scuole non vi è nessun alunno straniero (la percentuale è quindi tre volte più alta, pari a un quinto delle scuole, nel Meridione), nel 64% dei casi gli alunni stranieri incidono per più del 3% sulla popolazione scolastica, nel 28% dei casi si va oltre il 5%. Questa presenza, molto diversificata quanto a provenienze nazionali, si attua maggiormente nelle elementari e negli istituti comprensivi.
A livello nazionale oltre 6 alunni stranieri su 10 sono iscritti alle materne o alle elementari, con quest'ultima che, raccogliendo da sola il 42,5% degli scolari esteri presenti nel Paese (media superata dal Sud con il 45,9%, con punte del 50,9% in Campania e del 48,7% in Calabria, sebbene il valore estremo del 58,1% appartenga alla provincia di Trento), si afferma come l'ordine di scuola in assoluto più frequentato dagli alunni stranieri.”.
L'educazione interculturale è un processo multidimensionale, di interazione tra soggetti di identità culturali diverse, che attraverso l'incontro interculturale vivono un'esperienza profonda e complessa, di conflitto e accoglienza, come preziosa opportunità di crescita della cultura personale, nella prospettiva di cambiare tutto quello che è di ostacolo alla costruzione di una nuova convivenza civile, anche attraverso il cambiamento del sistema scolastico e la riqualificazione degli educatori. La scuola, per prima, deve attuare questo processo, nell'ottica di una società globale e quindi multiculturale. Essa deve appropriarsi di strumenti volti al cambiamento e all'integrazione di più culture mantenendo il suo obiettivo primario di sviluppo e benessere attraverso l'educazione. Sono quindi indispensabili azioni di formazione del personale e azioni di sostegno all'inserimento degli alunni con cittadinanza non italiana. L'insegnante deve ripensare al proprio ruolo ponendo al centro, non più il valore trasmissivo di informazioni, bensì, le modalità con le quali avvengono i momenti di apprendimento.
L'educazione interculturale si occupa di come si insegna e si impara e delle condizioni contestuali nelle quali si inseriscono questi insegnamenti e questi apprendimenti. L'educazione interculturale rimanda a un insegnamento legato a un obiettivo di cambiamento, per poter costruire un'educazione che non riproduca il sistema, ma che abbia come scopo la trasformazione sociale e apra gli occhi agli individui.
La scuola italiana si è sempre fatta portatrice di valori di uguaglianza e integrazione, inserendo, a pieno titolo, gli studenti provenienti dai più svariati contesti culturali. 
Già nell'ottobre 2007, Giuseppe Fioroni, Ministro della Pubblica Istruzione, inviava ai dirigenti scolastici e agli insegnanti, il documento “La via italiana per la scuola interculturale e l'integrazione degli alunni stranieri” nel quale affermava che, a fronte del timore che “le scuole con tanti alunni stranieri possano diventare scuole meno qualificate”, assicurava che la scuola italiana, avrebbe risposto con la professionalità abituale e con un suo specifico modello. “La presenza di alunni stranieri può essere davvero un'opportunità e un'occasione di cambiamento per tutta la scuola, se essa è ben attrezzata”; ecco che l'educazione interculturale diventa un collante tra le varie discipline e gli stessi insegnanti. Alla base di tali pratiche e concetti si dovrà porre la capacità a percepire la conoscenza dell'altro, sviluppando l'attitudine a risentire gli effetti anche più insignificanti della condizione affettiva o emotiva di persone provenienti da altre realtà culturali.

### Modalità e strategie
Senza un approccio orientato alla comprensione, condivisione e inclusione, non si può progettare alcun processo indirizzato all'apprendimento di nuove conoscenze né un processo di scolarizzazione. La didattica si prefigge come obiettivo il porre le sue fondamenta sul concetto di “lavorare insieme”, venire incontro alle esigenze dell'alunno e, al tempo stesso, della società; deve essere promossa la conoscenza dell'altro tramite pratiche di condivisione delle varie culture attraverso i rispettivi racconti e scritti; si deve tendere ad eliminare qualsiasi potenziale barriera e conflitto culturale e si deve promuovere un clima di coesione. Vanno promossi interventi di persone esperte in tema di interculturalità per far sì che ci sia maggiore informazione e consapevolezza su tale tema. 
L'educazione interculturale, quindi, può avvenire in svariate modalità. 
Una delle vie principali per attuare questo processo è attraverso la narrazione; quest'ultima permette di raccontarsi, di raccontare ma soprattutto di venire ascoltati. È proprio attraverso l'ascolto dell'altro che si manifesta l'interculturalità. Quindi potrebbero proporre le storie di vita di immigrati, le narrazioni di usi e costumi di popoli diversi, i diari di viaggio, ect. 
Una seconda modalità potrebbe essere quella del gioco; una vera e propria strategia in quanto si presenta in maniera diretta e semplice e a volte va a colpire nel profondo senza che la persona o meglio, il bambino, si accorga, nonostante si stia arricchendo; questo proprio perché i giochi facilitano l'apprendimento di processi complessi [Paolo Danuvola]. Si potrebbe proporre semplicemente, per i più piccoli, quindi per una fascia d'età 3 mesi - 6 anni, un gioco in cucina; cucinare cibi diversi, in base alle culture diverse. 
Oppure giochi di teatro; raccomandabile per le scuole medie e superiori è anche il Teatro dell'oppresso, per la sua forza di coinvolgimento. La via della cittadinanza attiva è una strategia tra le più efficaci. Si tratta di impegnarsi in adozioni a distanza, invitare a scuola persona che possano raccontare la loro storia, la loro cultura, sostenere progetti di cooperazione e i gruppi territoriali di accoglienza. A seconda dei contesti, e dell'età, quindi, possiamo attuare diverse tipologie di educazione interculturale, da quella più diretta a quella meno e quindi più nascosta ma comunque efficace.

## Obiettivi individuali
1. Rafforzare la propria identità individuale o di gruppo non in contrapposizione, ma in comunicazione con gli altri
2. Sviluppare una personalità curiosa, attenta, disponibile, democratica, sensibile, rispettosa dell'altro
3. Diventare capaci di riflettere su di sé, sugli altri, sugli stereotipi e i pregiudizi, dimostrando capacità autocritiche
4. Prendere coscienza della complessità, ma anche della relatività dei punti di vista e quindi essere capace di cambiare il proprio
5. Essere capace di accettare e convivere costruttivamente con il diverso; riconoscendone i diritti

## Finalità
Le finalità dell'intercultura sono contenute nella stessa espressione “inter cultura”, che etimologicamente indica la dimensione dello scambio, della reciprocità e della relazione, contenuta nel prefisso “inter”, coniugandola con l'esistenza di una diversità implicita nel suffisso “cultura” e che intercorre tra identità collettive storico-sociali e gli individui ad esse riconducibili. 
Tali finalità sono: 
- formare una coscienza e un'opinione della propria eredità culturale e far comprendere che non esiste una cultura intrinsecamente migliore delle altre;
- far acquisire abilità per l'analisi e la comunicazione che aiutino il soggetto in apprendimento a trovarsi a suo agio in un ambiente multiculturale.